# زیلبر هوته
زیلبر هوته (به آلمانی: Silberhütte) یک منطقهٔ مسکونی در آلمان است که در بروانلاگه واقع شده‌است.